# لئونید لوکف
لئونید داویدوویچ لوکُف (روسی: Леонид Давидович Луков؛ ۲ مه ۱۹۰۹ – ۲۴ آوریل ۱۹۶۳) یک کارگردان فیلم و فیلم‌نامه‌نویس اهل اتحاد جماهیر شوروی بود.
از فیلم‌هایی که وی در آن‌ها نقش داشته است، می‌توان به مبادا که فراموش کنیم اشاره نمود.
وی مابین سال‌های ۱۹۳۰ تا ۱۹۶۳ میلادی، ۲۵ فیلم کارگردانی کرد و دو مرتبه در سال‌های ۱۹۴۱ و ۱۹۵۲ میلادی، برندهٔ جایزه دولتی اتحاد شوروی شد..